# Scaptomyza semiflava
Scaptomyza semiflava är en tvåvingeart som beskrevs av Hardy 1965. Scaptomyza semiflava ingår i släktet Scaptomyza och familjen daggflugor. Inga underarter finns listade i Catalogue of Life.